# Revolution Analytics
Revolution Analytics — американская компания, производитель программного обеспечения для статистической обработки, фокусировавшаяся на коммерциализации языка программирования R и создании программных решений с его использованием.
Основана в 2007 году, в 2009 году получила финансирование от инвестиционного фонда корпорации Intel и частного фонда Нормана Ная (англ. Norman H. Nie), ставшего генеральным директором компании; с 2012 года генеральный директор — Дейв Рич. В январе 2015 года поглощена корпорацией Microsoft.
Основной продукт компании — Revolution R — высокопроизводительная версия среды выполнения языка R, оптимизированная для многопоточных вычислений и серия библиотек, прежде всего, для массово-параллельной обработки в рамках концепции «больших данных».

## История
Основана в Нью-Хейвене, штат Коннектикут в 2007 году под наименованием REvolution Computing в результате выделения независимой бизнес-единицы из департамента информационных технологий Йельского университета, возглавил компанию Ричард Шульц. Компания изначально ориентировалась на оптимизацию среды выполнения языка программирования R в условиях высокого уровня параллелизма, в качестве одного из первых заказчиков отмечается корпорация Pfizer, запускавшая сборку R от REvolution Computing в сильно кластеризованной среде. Оптимизацию ядра языка программирования компания выпустила под свободной лицензией GPL, выручку фирма получала по контрактам на техническое сопровождение; основные клиенты — фармацевтические и биотехнологические предприятия. Через год после основания компания открыла дополнительный офис в Сиэтле и получила инвестиции от Intel Capital.
В январе 2009 года компания в рамках второго раунда венчурных инвестиций получила $9 млн от Intel Capital в партнёрстве с частным фондом North Bridge Venture Partners Нормана Ная, основателя SPSS, занявшего пост генерального директора компании. Также в компании стали постоянно работать несколько сотрудников Intel в качестве консультантов. К этому же времени относится и смена наименования на Revolution Analytics.
Если до 2009 года основные работы были посвящены расширению вычислительных возможностей распределённой обработкой, при этом на каждый экземпляр среды выполнения R оставался по большей части однопоточным, то со сменой менеджмента основные усилия разработчиков были направлены на оптимизацию многопоточной обработки для многоядерных процессоров.
В феврале 2012 года Норман Най покинул пост генерального директора, оставшись на должности советника по продуктам и членом совета директоров, руководить компанией приглашён выходец из Accenture Дейв Рич.
23 января 2015 года компания поглощена корпорацией Microsoft, сумма сделки не раскрывалась, сообщалось, что Microsoft планирует использовать активы Revolution Analytics для развития сервисов машинного обучения на платформе Azure.

## Revolution R
Revolution R — основной продукт компании, является дистрибутивом языка программирования R и оптимизированной для многопроцессорной обработки и работы с большими объёмами средой выполнения. Стандартные дистрибутивы R, в отличие от распространённых коммерческих сред статистической обработки, например, производства SAS Institute и SPSS, оперируют всеми наборами непосредственно обрабатываемых данных в оперативной памяти. Пакет RevoScaleR позволяет работать с массивами данных на жёстких дисках и обеспечивает массово-параллельную обработку в условиях распределения данных по узлам вычислительного кластера. С появлением RevoScaleR компания начала продавать программное обеспечение по лицензионной модели, тогда как ранее все разработки распространялись свободно под GPL, и выручку фирма получала лишь от технической поддержки. RevoScaleR работает с Apache Hadoop и некоторыми другими распределёнными файловыми системами, работы по интеграции с Hadoop велись в партнёрстве с производителями Hadoop-дистрибутивов — Cloudera, IBM (BigInsigts), Intel и Hortonworks, при этом основные пакеты по интеграции с Hadoop и MapReduce компания выложила в общественный репозиторий языка R — CRAN. Также совместно с IBM осуществлён проект, обеспечивающий возможность работы на языке R с базами данных под управлением аппаратно-программных комплексов Netezza.
Поставляются однопользовательские (англ. single user) и серверные лицензии. Однопользовательские лицензии для пользователей академических учреждений предоставляются бесплатно.

## Конкуренция
Основными конкурентами компании на рынке платформенного программного обеспечения статистической обработки считались IBM (прежде всего, благодаря поглощению SPSS) и SAS Institute), несмотря на то, что финансовые показатели Revolution Analytics на несколько порядков ниже, чем у конкурентов (оценка годового оборота от 2010 года — от $8 до $11 млн). В качестве потенциального конкурентного преимущества указывалась популярность в исследовательской среде языка R (бо́льшая, нежели у встроенных языков инструментов SPSS и SAS) и более широкие возможности по расширению и гибкому программированию в связи с высокой выразительностью R. Кроме того, компания была способна оказать заметную конкуренцию SAS по ценовым параметрам.